# Aulacodes
Aulacodes is een geslacht van vlinders van de familie van de grasmotten (Crambidae), uit de onderfamilie van de Acentropinae. De wetenschappelijke naam en de beschrijving van dit geslacht zijn voor het eerst gepubliceerd in 1854 door Achille Guenée.

## Soorten
- Aulacodes adiantealis (Walker, 1859)
- Aulacodes adjutrealis Schaus, 1924
- Aulacodes aechmialis Guenée, 1854
- Aulacodes bipunctalis Kenrick, 1907
- Aulacodes briocusalis (Schaus, 1924)
- Aulacodes caepiosalis (Walker, 1859)
- Aulacodes chalcialis (Hampson, 1906)
- Aulacodes chionostola (Hampson, 1917)
- Aulacodes cilianalis (Schaus, 1924)
- Aulacodes citronalis (Druce, 1896)
- Aulacodes confusalis Schaus, 1906
- Aulacodes congallalis Schaus, 1924
- Aulacodes convoluta Hampson, 1897
- Aulacodes cuprescens (Hampson, 1912)
- Aulacodes delicata Schaus, 1912
- Aulacodes exhibitalis (Walker, 1862)
- Aulacodes filigeralis (Walker, 1866)
- Aulacodes fragmentalis (Lederer, 1863)
- Aulacodes gothicalis (C. Felder, R. Felder & Rogenhofer, 1875)
- Aulacodes halitalis (C. Felder, R. Felder & Rogenhofer, 1875)
- Aulacodes hamalis (Snellen, 1876)

- Aulacodes hodevalis (Druce, 1896)
- Aulacodes ilialis (Walker, 1859)
- Aulacodes julittalis Schaus, 1924
- Aulacodes lunalis Kenrick, 1907
- Aulacodes melanicalis (Hampson, 1917)
- Aulacodes mesoleucalis (Hampson, 1917)
- Aulacodes methodica Meyrick, 1936
- Aulacodes moralis Schaus, 1906
- Aulacodes nephelanthopa Meyrick, 1934
- Aulacodes obtusalis Dyar, 1914
- Aulacodes pampalis Schaus, 1906
- Aulacodes psyllalis (Guenée, 1854)
- Aulacodes pulcherialis (Druce, 1896)
- Aulacodes purpurealis Kenrick, 1907
- Aulacodes reversalis Dyar, 1914
- Aulacodes scaralis (Schaus, 1906)
- Aulacodes semicircularis Hampson, 1897
- Aulacodes templalis Schaus, 1906
- Aulacodes traversalis Dyar, 1914
- Aulacodes trigonalis (Hampson, 1906)